# Beronaphaenops
Beronaphaenops is een geslacht van kevers uit de familie van de loopkevers (Carabidae). De wetenschappelijke naam van het geslacht is voor het eerst geldig gepubliceerd in 2012 door Gueorguiev.

## Soorten
Het geslacht Beronaphaenops is monotypisch en omvat slechts de volgende soort:
- Beronaphaenops paphlagonicus Gueorguiev, 2012